# SDガンダム外伝2 円卓の騎士
『SDガンダム外伝2 円卓の騎士』（エスディーガンダムがいでんツー えんたくのきし）は、1992年12月18日にユタカから発売されたスーパーファミコン用ロールプレイングゲームソフト。SDガンダム外伝 円卓の騎士編が題材となっている。

## システム
本作では、他のRPGに類を見ない独特のゲームシステムが採用されている。
レベルアップ
本作に経験値は存在せず、レベルはパーティメンバー全員の共有値となっており、新たなメンバーが加わるごとにレベルが上がっていく。(加入キャラによって上昇値は異なる)
エンカウント
本作はランダムエンカウント方式を採用しているが、敵の出現する場所では何もせず止まった状態でもエンカウントする可能性がある。(メニュー画面を開くかポーズをすれば現れない)また、所持品のそれぞれに重さが設定されており、重量が高くなるほどエンカウント率が高くなる。
魔法
本作にはMPの概念が存在せず、魔法を使用するには術者のHPを消費する必要がある。
特殊
各キャラクターがそれぞれ保持している特殊能力、一部のものを除き一定割合のHPを消費する必要がある。魔法を使用するキャラクターは保持していない。
同時編成数の多さ
基本、RPGといえば3～4人で戦うものが一般的だが、今作においては戦闘メンバーが最大13人となっている。そのためオート戦闘も用意されている。
武器のオーダーメイド
武器屋で「オーダー」を選択することでオーダーメイドの武器を作ることができる。名称は自由に設定可能、性能はオーダー費用により与えられたポイントを各項目に振り分ける事で決定される。また武器の名前に特定の単語を含めることで、道具として使用する事で特定の魔法と同じ効果が発揮される、装備する事でステータスが増加される、非常に強力な攻撃力を持つなどの特殊な効果が付加される隠し要素がある。最序盤から最強クラスの武器を製作する事も可能で、ゲームバランスを崩壊させかねない要素でもある。

## 登場キャラクター

### 円卓の騎士
メインプレイヤーキャラであり、ラストパーティーはこのメンバーで固定される。
一部を除き円卓の騎士として就任する事でグラフィックと名称が変化する(就任前名称/就任後名称)。名前後ろの数字は加入時のレベル上昇値。
皇騎士ガンダム/キングガンダムII世
主人公。ベルファスト村の事件で自らの出自を知り、打倒ザビロニアの旅に出る。夏の章の途中でジーアーマーを装備し、秋の章でフルアーマーを装備する。冬の章でキングガンダムII世となる。
特殊：（初期状態）守る（味方をかばう事によって代わりに自分がダメージを負う）/（ジーアーマー以降）ドラゴン（敵全体に竜による攻撃）
勇剣士プラス/勇騎士プラス(5)
センチネルの村の剣士。皇騎士に一騎討ちを挑み、敗れて彼の仲間になる。素早さが高く先制攻撃を仕掛けやすい。名前の通りケンカっ早く男気のある性格。
特殊：フリーズ（敵全体を凍結状態にする）
鎧騎士ガンダムF90/重甲騎士ガンダムF90(5)
オックスの塔に幽閉されていた騎士。HPが高い。冷静沈着で落ち着いた性格。
特殊：ヒール（味方全員を回復）
白金卿(5)
円卓の騎士。魔剣士ザクロードと剣を交える皇騎士一行の前に駆けつけ加勢する。
特殊：ライトニング（敵全体に雷攻撃）
風騎士ガンダムマークII/嵐騎士ガンダムマークII(5)
嵐騎士ガンマガンダムの息子でグレートデギンの復讐を誓う若者。素直で生真面目な好青年。兄の正体を知って思い悩む。
特殊：ストーム（敵全体に風攻撃）
麗騎士レッドウォーリア/麗紅騎士レッドウォーリア(5)
ティンタージェル城の武闘大会に参加した若き騎士。類いまれなる実力とやや冷徹な雰囲気を持ち合わせる。
特殊：ブロッサム（敵全体に混乱攻撃）
重戦士ヘビィガンダム/剛騎士ヘビィガンダム(5)
ソドンの町へ通じる橋で武者修行をしている若者。皇騎士に敗れた後、ゼダン要塞攻略を機に対ザビロニア帝国の軍勢に参加する。レッドウォーリアとは喧嘩することが多い。
特殊：アース（敵全体に地震攻撃）
灼騎士ガンダムF91/灼熱騎士ガンダムF91(5)
スコット地方でレジスタンスの一員として活動している騎士。シュールズ町の一件で皇騎士と出会い以後仲間になる。
特殊：ヘルファイアー（敵全体に強力な火炎攻撃）
僧正ガンタンクR(5)
円卓の騎士。ゼダン要塞攻略のときより皇騎士達を見守り、銀の円盤などのアイテムを託したり助言をしていた。元弟子のダギ・イルスに命を狙われた皇騎士を直接助け、以後仲間として加わる。
特殊：無し（魔法を行使するため）
剣士F90Jr./騎士F90Jr.(2)
鎧騎士ガンダムF90の息子。剣術に長けており素早い。
特殊：三人攻撃（兄弟三人で同時に放つ強力な全体攻撃、誰か一人でも欠けているかHPが不足している場合は発動不能。）
僧侶F90Jr./法術士F90Jr.(2)
鎧騎士ガンダムF90の息子。魔法を得意としている。
特殊：三人攻撃
闘士F90Jr./重戦士F90Jr.(2)
鎧騎士ガンダムF90の息子。三人の中で一番HPが高い。
特殊：三人攻撃
闇騎士ガンダムマークII(5)
ザビロニア帝国の騎士でグレートデギンの側近の一人だがその正体は嵐騎士ガンマガンダムの息子で、風騎士ガンダムマークIIの実の兄。そのことを知り、ブリティス城の戦いにおいて失踪するが後に聖山ロンデニオンの聖杯の間でグレートデギンから聖杯を奪い返し、新生円卓の騎士の一人として名を連ねる。バグ技を使っているとパーティがいっぱいだと言ってブリティス城へ帰ってしまうという現象があるので注意が必要。また持ち物がいっぱいの場合は左手に盾の代わりに聖杯を持って登場し専用の盾は捨てられてしまうが、聖山ロンデニオンの宝箱からさらに強力な専用盾が手に入るようになっている。
ラストバトルのみ仲間になる。
特殊：ブラックホール（敵全体にブラックホールによる強力な攻撃）

### その他の仲間キャラクター
冒険の途中、皇騎士/キングガンダム達に加勢してくれる仲間。名前後ろの数字は加入時のレベル上昇値。

#### 春の章
兵士ジムライト(1)
ベルファストの村の門番。彼を仲間にしなければ、町の外に出られない。戦闘力は低い。なお顔グラフィックは兵士ウインタージムのものになっている。
コミカライズ版では、賢者によって記憶を封じられた皇騎士が彼に化けていたという設定のため本人は登場しない。
特殊：死んだふり（単体攻撃の標的にならなくなる）
戦士リックディアス(1)
リバーサイドの村にいる戦士。皇騎士に力を貸すために参加。
特殊：気合の一撃（敵単体にクリティカルヒット）
道士ジムトレーナー(1)
チェスターウィンの村にいる警備兵。盗賊カイを不審に思い捕らえる。魔法使いタイプ。
特殊：無し
盗賊カイ(1)
ベルファストの村にいる盗賊。プラス以上に素早さが高く、敵からアイテムを盗むことができる。いつの季節でも仲間にできるため、貴重なアイテムを量産するためには時期を考えて仲間にする必要がある。
特殊：盗む（敵単体からアイテムを盗む）

#### 夏の章
黒魔道士クエス(1)
ティンターンジェル城の武道大会に参加登録している黒魔道士。聖者の杖を渡すと仲間になる（渡してもクエスが装備しているので損にはならない、またすぐに装備から外す事もできる）。仲間にしなかった場合は武道大会で戦うことになる。
特殊：無し
闘士Gディテクター(2)
ソドンの町の若者。ザビロニア帝国に恨みを抱いている。
特殊：気合の一撃（敵単体にクリティカルヒット）
騎士ギャプラン(1)
ザビロニアの騎士。ゼダンの要塞内部への扉を一人で守っていたが、皇騎士の軍勢を前に戦況不利と判断して皇騎士側に投降する。仲間に誘わなかった場合はそのまま戦闘に突入する。
特殊：守る（味方をかばう事によって代わりに自分がダメージを負う）

#### 秋の章
闘士ヘビーガン(1)
エクセターの町でレジスタンス活動をしている闘士。
特殊：突撃（敵全体にダメージ）
嵐騎士ガンマガンダム(5)
円卓の騎士の一人でマークII兄弟の父。過去の世界で一時的に仲間に加わる。
特殊：ストーム（敵全体に風攻撃）
バーサルナイト鈴木(15)
隠しキャラ。剣士ロザミアの実家の隠し階段より降りた先の地下室にいるので話かけると仲間に加わる。HPは全キャラ中最も低いが、その他の能力は非常に高い。当時の雑誌や攻略本などに案内役として登場していたキャラクターで、正体はプロデューサーの鈴木敏弘。
特殊：復活（戦闘不能状態の味方を復活させる）
剣士ロザミア(1)
剣士。少女時代に未来からやってきた皇騎士に憧れ騎士になる。ブリティス城にて皇騎士の軍勢に加わる。
特殊：惑わす（敵全体を混乱にする）
徳道士ダギ・イルス(1)
僧正ガンタンクRの門下であったが、道を踏み外し邪道士となった。ブリティス城の戦いにて皇騎士により改心し仲間に加わる。
特殊：無し
呪術士フォウ(1)
ブリティス城円卓の間を守っていたザビロニアの呪術士。皇騎士の軍勢を見て逃げ出そうとしたところを捕らえると仲間になる。（逃がした場合、または捕らえて斬った場合は仲間にならない）
特殊：無し

#### 冬の章
騎士ディジェ(1)
元ザビロニアの騎士だったがグレートデギンを不満に思いリオネス城の牢屋に閉じ込められる。グレートデギンの聖杯入手を防ぐためキングガンダムII世に忠誠を誓った。
特殊：連続攻撃（敵が攻撃をかわすまで攻撃し続ける）
騎士クリス(3)
バンゴール王の娘。母をザビロニアに殺され、その無念を晴らすためザビロニアに反旗をひるがえした。
特殊：2回攻撃（敵に2回連続攻撃）
剛戦士Gキャノン(2)
クリスとともにザビロニアと戦っている戦士。
特殊：相討ち（自分自身が戦闘不能になってしまう代わりに敵を一撃で倒せる）
銀騎士ビギナ・ギナ(3)
聖山ロンデニオンにて円卓の騎士達を迎え撃とうとしていた騎士。しかし、以前に灼熱騎士に助けられたことがあったため剣を収めた。
聖山ロンデニオンは新生円卓の騎士しか入れないため、パーティーに加えて共に戦う機会は実質的にはない。
特殊：必殺の一撃（1ターンで敵の狙いを定め、2ターン目に攻撃する。発動するばどんな敵も一撃で倒せる最強の技。）

## 攻略本
- スーパーファミコン OFFICIAL GUIDE BOOK SDガンダム外伝2 円卓の騎士 - バンダイ、1993年1月10日、ISBN 4-89189-289-7
- ボンボンファミコン必勝攻略本(5) SDガンダム外伝2 円卓の騎士 - 講談社、1993年2月25日、ISBN 4-06-323105-4